# IC 4334
IC 4334 — галактика типу S0     R () у сузір'ї Гончі Пси.
Цей об'єкт міститься в оригінальній редакції індексного каталогу.